# کمیته المپیک الجزایر
کمیته المپیک الجزایر (عربی: اللجنة الأولمبية و الرياضية الجزائرية)  یک سازمان ورزشی است که نماینده کشور الجزایر در کمیته بین‌المللی المپیک می‌باشد.
این سازمان که در سال ۱۹۶۳ تأسیس شده مسئول آماده‌سازی و اعزام ورزشکاران به بازی‌های المپیک، بازی‌های المپیک جوانان و بازی‌های آفریقایی است.